# Lobbying
 (octobre 2021).
La mise en forme du texte ne suit pas les recommandations de Wikipédia : il faut le « wikifier ».
Les points d'amélioration suivants sont les cas les plus fréquents. Le détail des points à revoir est peut-être précisé sur la page de discussion.
- Les titres sont pré-formatés par le logiciel. Ils ne sont ni en capitales, ni en gras.
- Le texte ne doit pas être écrit en capitales (les noms de famille non plus), ni en gras, ni en italique, ni en « petit »…
- Le gras n'est utilisé que pour surligner le titre de l'article dans l'introduction, une seule fois.
- L'italique est rarement utilisé : mots en langue étrangère, titres d'œuvres, noms de bateaux, etc.
- Les citations ne sont pas en italique mais en corps de texte normal. Elles sont entourées par des guillemets français : « et ».
- Les listes à puces sont à éviter, des paragraphes rédigés étant largement préférés. Les tableaux sont à réserver à la présentation de données structurées (résultats, etc.).
- Les appels de note de bas de page (petits chiffres en exposant, introduits par l'outil «  Source ») sont à placer entre la fin de phrase et le point final[comme ça].
- Les liens internes (vers d'autres articles de Wikipédia) sont à choisir avec parcimonie. Créez des liens vers des articles approfondissant le sujet. Les termes génériques sans rapport avec le sujet sont à éviter, ainsi que les répétitions de liens vers un même terme.
- Les liens externes sont à placer uniquement dans une section « Liens externes », à la fin de l'article. Ces liens sont à choisir avec parcimonie suivant les règles définies. Si un lien sert de source à l'article, son insertion dans le texte est à faire par les notes de bas de page.
- La présentation des références doit suivre les conventions bibliographiques. Il est recommandé d'utiliser les modèles {{Ouvrage}}, {{Chapitre}}, {{Article}}, {{Lien web}} et/ou {{Bibliographie}}. Le mode d'édition visuel peut mettre en forme automatiquement les références.
- Insérer une infobox (cadre d'informations à droite) n'est pas obligatoire pour parachever la mise en page.

Pour une aide détaillée, merci de consulter Aide:Wikification.
Si vous pensez que ces points ont été résolus, vous pouvez retirer ce bandeau et améliorer la mise en forme d'un autre article.
 (mai 2023).
Si vous disposez d'ouvrages ou d'articles de référence ou si vous connaissez des sites web de qualité traitant du thème abordé ici, merci de compléter l'article en donnant les références utiles à sa vérifiabilité et en les liant à la section « Notes et références ».

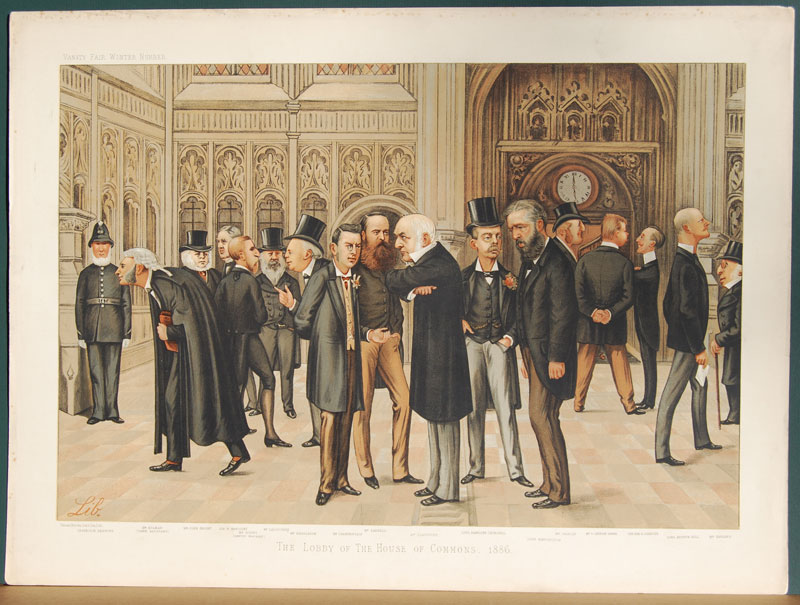
Le lobby de la Chambre des communes du Royaume-Uni, multiportrait du caricaturiste Liborio Prosperi pour le journal satirique Vanity Fair, 1886.

En politique, le lobbying, lobbyisme ou représentation d'intérêts, est l'acte de tenter légalement d'influencer les actions, les politiques ou les décisions des représentants du gouvernement, des législateurs ou des organismes de réglementation. Le lobbying, qui implique généralement un contact direct, en face-à-face, est pratiqué par de nombreux acteurs : associations et groupes organisés, entreprises, fédérations, ou tout groupe de pression ou d'intérêt idéologique, culturel, politique, religieux, professionnel, technologique, artistique ou scientifique.
Les représentants d'intérêts peuvent être des groupes faisant partie de la circonscription d'un législateur, c'est-à-dire d'un électeur ou d'un bloc d'électeurs au sein de sa circonscription électorale ; ils peuvent aussi être des professionnels du lobbying, consultants ou avocats spécialisés. Les lobbyistes professionnels sont des personnes dont l'activité consiste à essayer d'influencer la législation, la réglementation ou d'autres décisions, actions ou politiques gouvernementales au nom d'un groupe ou d'un individu qui les engage. Les citoyens organisés et les organisations à but non lucratif peuvent également faire du lobbying à titre bénévole ou dans le cadre de leur travail.
La frontière éthique, morale et juridique est floue et difficile à identifier entre d'un côté le lobbying et de l'autre les infractions pénales de trafic d'influence et de corruption. Pour éviter les dérives et maintenir la représentation d'intérêts dans son rôle démocratique de co-construction de la loi, de nombreux gouvernements définissent et réglementent l'activité de lobbying ou de représentation d'intérêt. Il est souvent institué un registre des représentants d'intérêts et une autorité de contrôle, de transparence et de régulation.
Le lobbying peut parfois être évoqué avec mépris, lorsque l'on sous-entend que des personnes disposant d'un pouvoir socio-économique démesuré corrompent la loi afin de servir leurs propres intérêts. Lorsque des personnes qui ont le devoir d'agir au nom de la puissance publique, comme les élus ou les fonctionnaires qui ont le devoir de servir l'intérêt général, bénéficient d'avantages personnels en vue d'accomplir leurs missions, il y a conflit d'intérêts.

## Étymologie
Selon le rapport de la BBC, le lobbying tire son nom des lobbies ou des salles du Parlement, où les députés et les pairs se mêlent avant et après des discussions dans les Chambres Commons et Lords.
Le terme «lobbying» fait généralement référence aux activités des sociétés commerciales appelées lobbyistes qui sont embauchées par des organisations pour exprimer leur point de vue au Parlement dans une variété de méthodes, telles que l'organisation de réunions, les manifestations ou la fourniture de matériel de briefing. De plus, les députés sont approchés directement par les résidents, les entreprises locales et les groupes de campagne sur divers problèmes.

## Controverses
La pratique du lobbying est très décriée par le grand public, qui y voit une forme légalisée de corruption et comme un déni de démocratie consistant à servir davantage les intérêts des lobbies les plus influents que celui des électeurs. Cette défiance est d'autant plus alimentée par des cas réels de lobbyistes ayant eu recours à des pratiques opaques où à la corruption ainsi que des actes de lobbying ayant permis des législations extrêmement dommageables pour le bien commun ou contraire aux choix électoraux de l'opinion publique,.
La limite entre lobbying et corruption est elle-même difficile à définir avec précision, par exemple quand des lobbies effectuent des dons pour soutenir un candidat politique dans l'attente d'un renvoi d'ascenseur, ou via le phénomène des portes tournantes, pratique selon laquelle des individus passent d'un poste au gouvernement à un emploi dans le secteur privé.
L'insuffisance de la régulation est aussi critiquée. Ainsi, En mai 2015, l’ONG Transparency International
publiait un rapport sur l’encadrement du lobbying dans 19 États européens et concluait qu’« aucun pays et
aucune institution de l’Union européenne ne s’est doté d’un cadre satisfaisant en matière de traçabilité de la
décision publique, d’intégrité des échanges et d’équité d’accès aux processus de décision publique ».

## Lobbying par pays

### Australie
Le lobbying en Australie est passé d'une entreprise modeste avec quelques centaines d'emplois à une industrie de plusieurs milliards de dollars au cours des deux dernières décennies. Ce qui était auparavant le domaine des grandes sociétés multinationales et des petites entreprises locales est devenu une industrie de plusieurs milliards de dollars qui emploie plus de 10 000 personnes et englobe tous les aspects de l'effort humain.

### États-Unis
Certains intérêts particuliers aux États-Unis paient des défenseurs professionnels de faire pression pour une législation spécifique dans des organisations décisionnelles comme le Congrès. Certains lobbyistes se tournent vers les médias sociaux pour sauver les dépenses des campagnes traditionnelles et cibler plus précisément les fonctionnaires avec des messages politiques, selon la publication de juillet 2016 par un magazine américain Fortune.
Les opérations de lobbying soutenues par des gouvernements étrangers comprennent ceux d'Israël, de l'Arabie saoudite, de la Turquie, de l'Égypte, du Pakistan et de la Chine. Les gouvernements étrangers ont dépensé 460 millions de dollars de lobbying de membres du Congrès et des représentants du gouvernement en 2010.
Le lobbying pour les gouvernements étrangers n'est pas illégal aux États-Unis, mais il faut l'enregistrement auprès du ministère de la Justice en tant qu'agent étranger en vertu de la FARA. Une autre exigence est qu'aucun pays ayant un dossier des droits de l'homme médiocre ou des relations tendues avec les États-Unis ne soit représenté,. L'Arabie saoudite a payé 18 millions de dollars à 145 lobbyistes enregistrés entre 2015 et 2017 pour influencer le gouvernement américain.
Donald Trump a émis un décret exécutif interdisant aux responsables de l'administration de faire pression pour les gouvernements étrangers pour le reste de leur vie, ainsi qu'une interdiction de cinq ans sur d'autres formes de lobbying en janvier 2017. Cependant, Trump a abrogé la règle juste avant la fin de sa présidence. Au cours des élections américaines de 2016, un certain nombre de loyalistes de Trump, dont Paul Manafort, Michael Flynn et Elliott Broïdy, ont été reconnus coupables de lobbying au nom des gouvernements étrangers. Thomas Barrack, qui a été détenu en juillet 2021 pour avoir fait lobbying sur l'administration Trump au nom des ÉAU, a également été inclus sur la liste,. Il a finalement été libéré après avoir publié une caution de 250 millions de dollars. L'acte d'accusation a été révisé en mai 2022, affirmant que Thomas Barrack avait reçu des millions de dollars des ÉAU afin de faire avancer l'agenda de Trump et de bénéficier de sa présidence.

### France
Les opérations de lobbying en France sont régulées sans être pour autant une profession réglementée (avec une instance ordinale ou un code de déontologie rédigé par les pairs et promulgué par le gouvernement). Il n'y a pas d'accès réglementé aux institutions françaises et pas d'enregistrement spécifique pour les lobbyistes français, mais il y en a un pour l'Union européenne où ils peuvent s'inscrire. Toutefois, l’obtention d’une carte professionnelle de représentant d’intérêts à l’Assemblée nationale comme au Sénat est soumise à une enquête préalable consistant à s’assurer que le demandeur est bien déclaré près la Haute autorité pour la transparence de la vie publique (HATVP)[réf. souhaitée].

### Union européenne
En 1989, la première étape vers une réglementation spécialisée du lobbying dans l'Union européenne a été une question écrite déposée par Alman Metten.
En 1991, Marc Galle, président de la commission du règlement, de la vérification des pouvoirs et des immunités, est nommé pour soumettre des propositions de code de conduite et de registre des lobbyistes.
En 2003, il y avait environ 15 000 lobbyistes (consultants, avocats, associations, entreprises, ONG, etc.) à Bruxelles cherchant à influencer la législation de l'UE.
En avril 2021, il y a 49.059 lobbyistes (personnes physiques) qui gravitent autour des institutions européennes. Rapporté au nombre de députés européens (705 députés), cela fait un rapport de 70 lobbyistes par député européen.
En avril 2025, le rapport Bruxelles Watch a déclaré que les relations de l'Union européenne et des Émirats arabes unis se sont approfondies, motivées par un réseau de lobbying sophistiqué. Les ÉAU ont ciblé les députés de dépistage par sponsorisés de voyages, de forums d'élite et de groupes informels, visant à influencer la politique de l'UE et à adoucir la critique de son dossier des droits de l'homme. Ces efforts, bien que souvent légaux, soulèvent des préoccupations concernant l'indépendance parlementaire et la transparence.

## Registres publics de lobbyistes
- Registre public des lobbyistes du Québec.
- Registre des représentants d'intérêt, incluant un registre des entités accrédités ainsi qu'un système d'enregistrement d'alertes et de plaintes et le règlement du Parlement européen en la matière.
- Répertoire des représentants d'intérêts, Haute Autorité pour la transparence de la vie publique (France)], intégrant le répertoire des représentants d'intérêts, la politique et le fonctionnement de cette instance.